# 유리 전이
유리 전이(琉璃轉移, 영어: glass transition)는 액체 따위를 냉각할 때, 그 물질 고유의 온도 영역에서 고무 같은 상태로 빠르게 굳어버리는 현상이다. 유리 전이 온도 Tg는 언제나 현존하는 결정체 물질의 녹는점 Tm보다 낮다.

## 개요
일반적으로 액체는 고체에 비해 더 무질서하기 때문에 더 높은 엔트로피를 갖는다. 그런데 액체가 과냉각되면 동일한 온도에 대해 액체상과 고체상의 두 상이 존재할 수 있게 되고, 이 두 상 사이의 엔트로피 차이는 온도가 낮아짐에 따라 점점 작아진다. 유리 전이 온도 이후 과냉각액체의 비열을 외삽하면 두 상의 엔트로피 차이를 얻을 수 있는데, 실제로 계산을 해보면 이 차이가 0이 되는 온도(카우즈먼 온도)가 존재하며 만약 액체가 카우즈먼 온도보다 낮은 온도까지 과냉각된다면 고체 결정보다 낮은 엔트로피를 가지게 되므로 역설이 발생한다.

## 카우즈먼의 역설
카우즈먼의 역설(Kauzmann's paradox)은 열역학에서 과냉각된 액체가 그에 대응되는 고체보다 낮은 엔트로피를 가질 수 있다는 역설이다. 이 역설은 1948년 화학자 월터 카우즈먼(Walter Kauzmann)에 의해 처음 발표되었다.
한 가지 해결책은 온도가 카우즈먼 온도에 도달하기 전에 반드시 상전이가 일어난다고 가정하는 것이다.

## 같이 보기
- 비결정성 고체